# 停戦

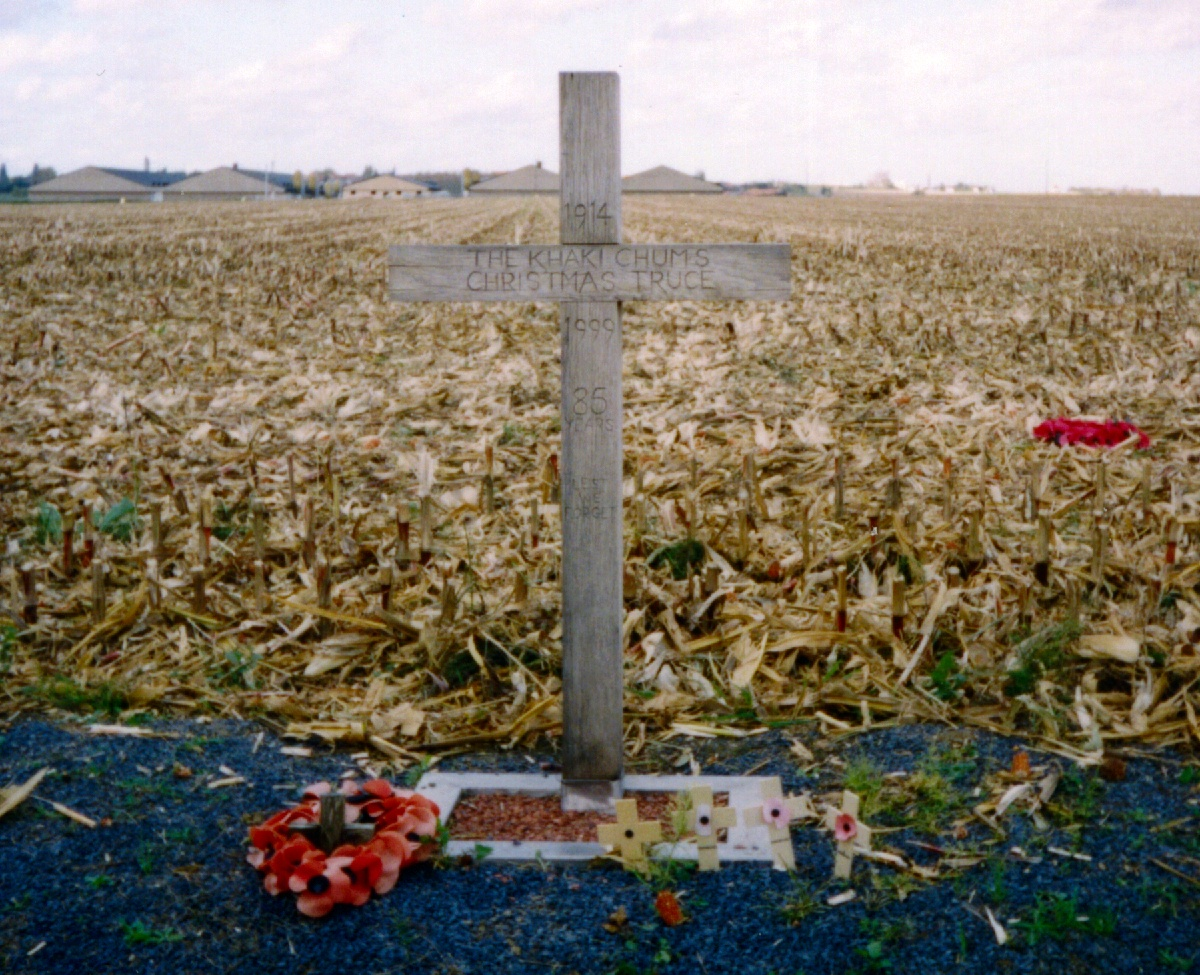
ベルギー、イーペル付近の激戦地跡で、1914年のクリスマスの停戦を記念する十字架

停戦（ていせん）とは戦争や武力紛争の一時的な停止をいう。

## 概要
戦争・紛争の双方の当事者が互いに攻撃的行為や敵対行為を一時停止することに合意すると停戦状態になる。
限られた時間、または限られた場所で戦闘が停止され、その間に負傷者や犠牲者の救出が行われたり、本格的な休戦協定や終戦への交渉が行われたりする。
停戦期間が過ぎたり、あるいは一方から攻撃がなされるなど停戦の条件が破られると、戦争再開となる。

### 停戦合意と停戦決議
停戦は公式な条約の一部として宣言されることもあるが、戦場で向き合う双方の部隊が非公式な同意に至って停戦になることもある。
紛争当事者の停戦合意の例として、2005年2月8日にイスラエルのアリエル・シャロン首相とパレスチナのマフムード・アッバース大統領が会談し、数年来続いた戦争に対する停戦合意が発表されたことが挙げられる。合意発表時、パレスチナ側の交渉責任者（サエブ・エラカト）は次のようにこの停戦を定義した。
また、戦争が激化したとき、また戦争に伴う民間人の被害などが悪化した際に、第三国の仲介や国際連合安全保障理事会の「停戦決議」を双方が受け入れることで実現する場合もある。

### クリスマス休戦
1914年12月25日、第一次世界大戦の最中に、ドイツ軍とイギリス軍はクリスマスを祝うために非公式の停戦を行った（クリスマス休戦）。
ドイツ軍はクリスマス・イヴの夜に塹壕周辺にろうそくなどの飾り付けを行い、クリスマス・キャロルをドイツ語で歌うとイギリス軍も英語の聖歌で応え、その後クリスマスを祝う叫びが双方から上がり、互いの陣地の訪問や犠牲者の埋葬などが行われた。
この停戦は条約締結に基づくものではなかったが、クリスマス休戦は戦線の各地に広がった。戦闘は数日後再開された。